# Markus Brunnermeier
Markus Konrad Brunnermeier (Landshut, 22 mars 1969) est un économiste allemand spécialisé en crise financière et en politique monétaire, il est promoteur du terme « crise de liquidité ».
Il est professeur à l'Université de Princeton et assistant de la Federal Reserve Bank of New York. Il a été membre du Fonds monétaire international, du Conseil européen du risque systémique, de la Banque fédérale d'Allemagne et du CBO.

## Biographie
Brunnermeier allait suivre la profession de son père charpentier, mais il commença à travailler dans l'office tributaire allemande à Landshut et à Munich. Puis il s'enrôla dans l'armée avant d'étudier l'économie à l'Université de Ratisbonne, un master à l'Université Vanderbilt et son doctorat à l'Université de Bonn et à la London School of Economics.